# Dijon Kameri
Dijon Kameri (* 20. April 2004 in Salzburg) ist ein österreichischer Fußballspieler.

## Karriere

### Verein
Kameri begann seine Karriere beim FC Liefering. Zwischen 2016 und 2017 spielte er bereits kurzzeitig für die Jugend des Partnervereins FC Red Bull Salzburg, ehe er zur Saison 2018/19 in die Akademie von Red Bull Salzburg wechselte. Nach drei Jahren in der Akademie rückte er zur Saison 2021/22 in den Profikader des Farmteams FC Liefering.
Sein Debüt für Liefering in der 2. Liga gab er im Juli 2021, als er am ersten Spieltag jener Saison gegen die Kapfenberger SV in der Startelf stand. In seiner ersten Zweitligaspielzeit kam er zu 22 Einsätzen. Im Juni 2022 unterschrieb er einen bis Juni 2026 laufenden Profivertrag in Salzburg und rückte zur Saison 2022/23 in den Kader der Bundesligamannschaft. In seiner ersten Spielzeit kam er zu zwölf Einsätzen in der Bundesliga, mit Salzburg wurde er Meister. In der Saison 2023/24 kam er bis zur Winterpause sechsmal zum Zug.
Im Februar 2024 wurde er in die Schweiz an den Grasshopper Club Zürich verliehen. Verletzungsbedingt kam er während der Leihe aber nur sechsmal in der Super League zum Einsatz. Im August 2024 wurde er anschließend innerhalb der Bundesliga an den SCR Altach weiterverliehen. Für Altach kam er zu 24 Bundesligaeinsätzen.
Im Juli 2025 verließ er Salzburg schließlich endgültig und wechselte nach Polen zum KS Cracovia.

### Nationalmannschaft
Kameri spielte im Oktober 2018 erstmals für eine österreichische Jugendnationalauswahl. Im Oktober 2020 debütierte er gegen Slowenien für die U-17-Mannschaft. Im September 2021 debütierte er gegen Tschechien für die U-18-Mannschaft.
Im März 2023 gab er gegen Polen sein Debüt für die U-21-Auswahl.

## Erfolge
- Österreichischer Meister: 2023